# Stötpulsmetoden
Stötpulsmetoden (SPM) är en tillståndsövervakningsmetod som används för att kontrollera status på roterande rullningslager.
Stötpulser är tryckvågor som uppstår i roterande lager. Dessa mäts i en decibelskala dBsv (decibel shock value). 
I stötpulsmetoden tas tryckvågorna upp av en SPM-givare som reagerar på 32 kHz. Givaren omvandlar stötarna till elektriska signaler. Dessa behandlas för att få fram en stötpulsmatta (dBc) och ett maxvärde (dBm). För att värdena ska vara standardiserade tas hänsyn till lagrets innerdiameter och axelns rotationshastighet. Det sätter initialvärdet (dBi). Efter mätning kan man utvärdera grönt, gult och rött. I samband med utvärdering kan man fastställa om lagret har problem med smörjning, man kan även fastställa om det finns lagerskala. 